# Drenchia
Drenchia (Dreka in sloveno, Drèncje in friulano) è un comune italiano sparso di 91 abitanti del Friuli-Venezia Giulia. La frazione Cras ospita la sede comunale. Attualmente è il più piccolo comune della regione per numero di abitanti residenti.

## Geografia fisica

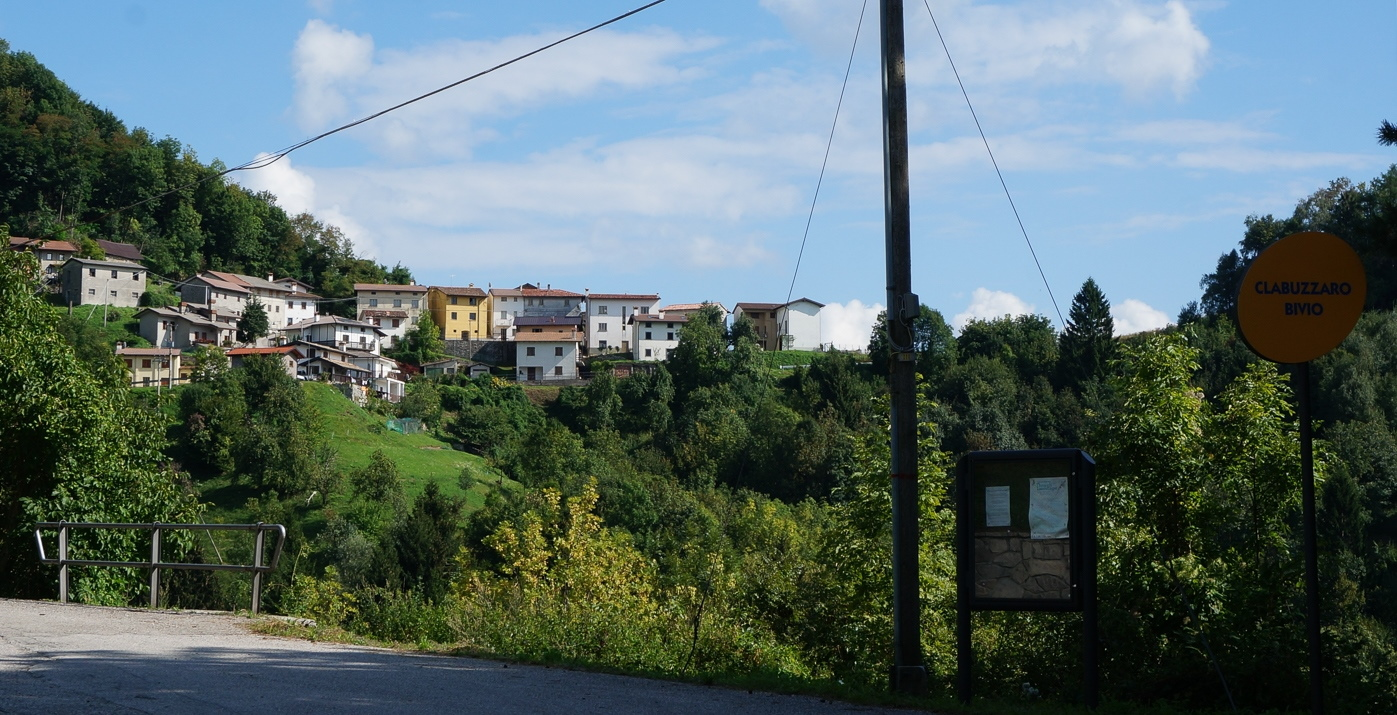
La frazione di Clabuzzaro

### Territorio

#### Orografia
Il comune, adagiato sulle falde del Colovrat nella valle del torrente Rieca-Cosizza che qui ha le sue sorgenti, si trova all'estremo orientale della provincia di Udine, al confine con la valle dell'Isonzo, in Slovenia. Le frazioni del comune sono quasi tutte posizionate sulle pendici meridionali della catena del Colovrat ed affacciate sull'alta val Cosizza. Ne fanno eccezione le due borgate di Paciuch e di Peternel che si trovano a fondo valle, sulle rive del torrente Cosizza. La frazione più elevata è quella di Crai a 863 m s.l.m., mentre la più bassa è quella di Peternel che si trova a 306 m s.l.m..
La dorsale del monte Colovrat (1243 m s.l.m.), è formata da una serie di rilievi che si estendono per circa quattro chilometri dal torrente Za Velin Čelan al fiume Judrio, e segna il confine dell'Italia con la repubblica di Slovenia. Nella parte meridionale della catena è posizionato il passo Solarie che collega la Val Cosizza con il paese sloveno di Volzana (Volče in sloveno) e quindi con la vallata dell'Isonzo e la cittadina di Tolmino. Nei pressi del passo si può vedere il monumento eretto a ricordo Riccardo Giusto, il primo caduto italiano della grande guerra; nella stessa zona vi sono il bivacco Zanuso, dedicato alla memoria dell'alpino Giuseppe Zanuso, morto in quel luogo nel 1929 a causa di una fortissima tormenta di neve ed il rifugio di Casoni Solarie, con annesso campetto sportivo polifunzionale.
Dalle più alte cime del comune si possono ammirare, nella loro bellezza, le Valli del Natisone e, nei giorni privi di foschia, si possono intravedere le città di Udine, Grado e Monfalcone nonché le coste settentrionali dell'Istria.
Le grotte e le cavità presenti non sono così numerose ed estese come quelle delle vicine vallate del Natisone e dell'Alberone.

#### Geodesia e sismologia storica
Le mappe geologiche delle Prealpi Giulie fanno risalire le asperità del comune all'epoca dell'eocene.
Il catasto regionale delle grotte del Friuli Venezia Giulia indica la presenza di 17 grotte e pozzi:
| Nr. catasto regionale | Nr. catasto locale | Nome principale                  |
| --------------------- | ------------------ | -------------------------------- |
| 1113                  | 328/FR             | Grotta del Cane                  |
| 1606                  | 619/FR             | Pozzo del Canale                 |
| 2136                  | 439/FR             | Grotta di Crai                   |
| 2820                  | 1382/FR            | Grotta di Cras                   |
| 3187                  | 1641/FR            | Grotta 1° ad E di Lase           |
| 3188                  | 1642/FR            | Grotta 2° ad E di Cras           |
| 3189                  | 1643/FR            | Grotta 1° ad E di Cras           |
| 3190                  | 1644/FR            | Grotta 2° ad E di Lase           |
| 3191                  | 1645/FR            | Grotta a S di Trinco             |
| 3614                  | 1957/FR            | Pozzo ad E di Lase               |
| 4602                  | 2603/FR            | Grotta di Arbida                 |
| 5601                  | 3149/FR            | Grotticella ad E di Paciuch      |
| 5750                  | 3253/FR            | Caverna della Muta               |
| 5766                  | 3259/FR            | Pozzo sotto Trusgne              |
| 5900                  | 3351/FR            | Grotticella a N di Monte la Cima |
| 6453                  | 3744/FR            | Grotticella a Clabuzzaro         |
| 6474                  | 3764/FR            | Grotticella 2° presso Clabuzzaro |

La classificazione sismica del comune è a livello 2 (sismicità medio-alta), Ordinanza PCM n. 3274 del 20/03/2003).

### Clima
Classificazione climatica del comune: F, 3.577 gradi giorno

## Origini del nome
L'etimologia del toponimo è incerta; una ipotesi la fa risalire alla parola slovena dren che significa albero di corniolo, pianta molto presente nell'area comunale; il toponimo viene menzionato, per la prima volta, nell'anno 1295 "homines ville Tranche".

## Storia
L'unica evidenza di insediamenti preistorici nell'area del comune si riferisce alla scoperta effettuata in una caverna situata alla base del monte Colovrat. Nel corso delle esplorazioni eseguite da Ardito Desio nella Grotta del Cane  di Paciuch, sono stati reperiti numerosi cocci, appartenenti ad un unico recipiente di grandi dimensioni, di controversa datazione. Dallo studio dei disegni eseguiti da Desio e dalla descrizione del vaso, andato perduto a seguito degli avvenimenti della prima guerra mondiale, gli studiosi hanno desunto che lo stesso può essere fatto risalire o al tardo neolitico-eneolitico o all'antica età del bronzo.
Nel secolo VII popolazioni slave entrarono in Italia, al seguito degli Avari, ed occuparono e colonizzarono le Valli del Natisone. Ebbero diversi scontri, con alterne fortune, con i Longobardi, che dopo il 568 avevano occupato quasi tutta la penisola. Le azioni bellicose terminarono dopo la stipula di un trattato che definiva i confini tra le due comunità e lasciava le terre della zona collinosa alle popolazioni slave. In seguito, le terre del comune, dal tempo del Patriarcato di Aquileia sino alla caduta della Repubblica di Venezia, fecero parte (con la contrada di Drenchia) della Banca di Merso, organizzazione che, assieme alla Banca di Antro, gestiva in modo autonomo l'amministrazione e la giustizia nell'area della Slavia veneta. Tali privilegi vennero concessi come riconoscenza dell'azione di controllo e difesa dei confini nord-orientali del Friuli svolta dalle milizie locali all'uopo costituite..
Dopo l'invasione delle truppe napoleoniche e la caduta della Repubblica di Venezia, la regione perse la sua autonomia e venne divisa in "comuni", previa la soppressione delle organizzazioni territoriali esistenti. Nel 1797, con il Trattato di Campoformio, la Benečija (Slavia veneta) venne assegnata in amministrazione all'Austria; successivamente, dopo la pace di Presburgo passò, per un breve periodo, al Regno d'Italia napoleonico. Nel 1815, dopo la stipula della convenzione di Schiarino Rizzino tornò all'Austria come parte integrante del Regno Lombardo Veneto. Infine nel 1866, a seguito della terza guerra d'indipendenza, dopo la pace di Vienna ed il plebiscito del Veneto del 1866, si staccò dai domini absburgici per passare sotto il Regno d'Italia sabaudo.

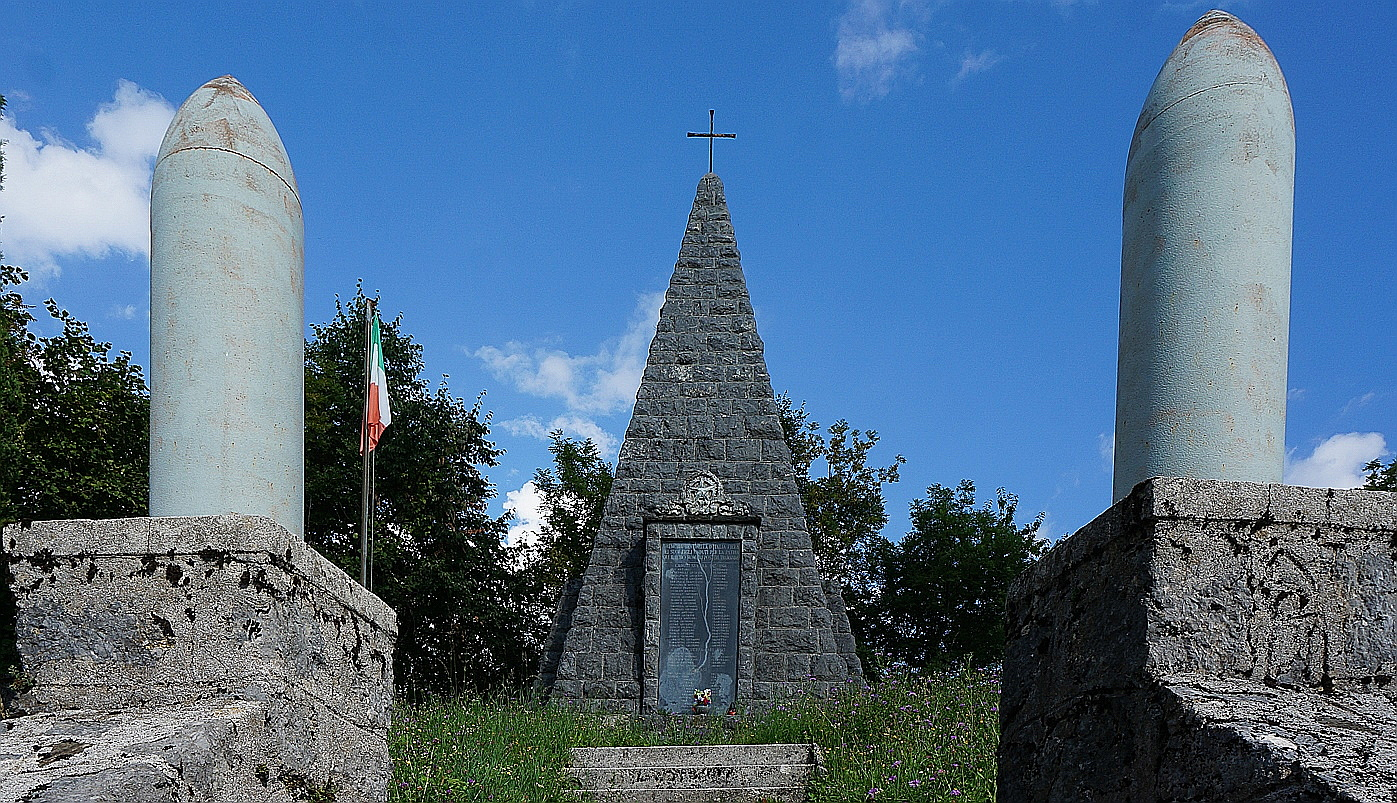
San Volfango - Il monumento ai caduti

Le alture del comune sono ricordate anche per gli avvenimenti legati alla prima guerra mondiale. Sulla dorsale del Colovrat passava infatti l'estrema linea difensiva approntata dalla 2ª Armata per impedire l'avanzata del nemico nella pianura friulana in caso di ritirata delle truppe combattenti nelle linee avanzate. La mattina del 24 ottobre 1917, con l'inizio della battaglia di Caporetto, tutto il territorio comunale venne interessato da un violento bombardamento che provocò ingenti danni e perdite di vite umane sia militari che civili. Successivamente il tenente Erwin Rommel, con un attacco a sorpresa, riuscì ad annientare la resistenza delle truppe italiane e ad occupare le alture del Colovrat per poi dirigersi verso il Matajur e la pianura friulana. Nella zona del Na Gradu Klabuk è stato realizzato, con un programma di iniziativa comunitaria, un museo transfrontaliero all'aperto dove si possono ammirare trincee, gallerie, fortificazioni e bunker dell'epoca, opportunamente restaurati.

### Simboli
Lo stemma e il gonfalone sono stati concessi con regio decreto del 7 maggio 1942.
Il gonfalone è un drappo partito di bianco e di giallo.

## Monumenti e luoghi d'interesse

### Architetture religiose

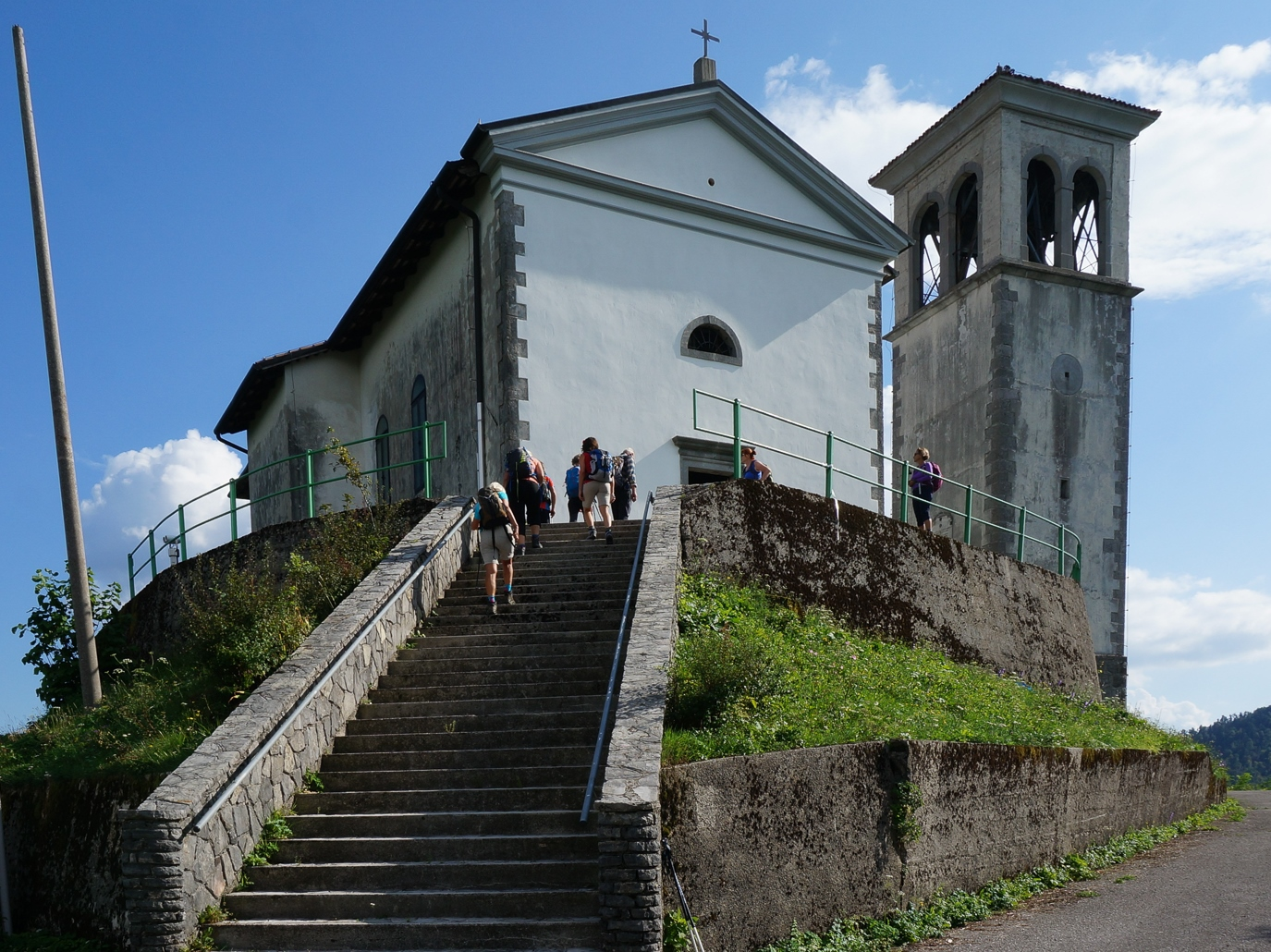
La chiesa di San Volfango

Nel comune di Drenchia sono presenti due chiese: la chiesa parrocchiale di Santa Maria Assunta a Cras (costruita nel 1700, con all'interno una statua lignea della Madonna col Bambino risalente all'inizio del XVI secolo) e quella di San Volfango presso l'omonimo paese.

### Affreschi di carattere religioso
A testimonianza della religiosità popolare degli antichi abitanti del comune, sulla facciate di diverse costruzioni sono visibili affreschi di natura sacra ancora discretamente conservati e attribuiti al pittore friulano Jacob Malar (Jacum Pitor). I più rappresentativi sono:
- a Obenetto una Sacra Famiglia attorniata dai santi Martino, Quirino e Floriano, datata probabilmente 1915;
- a Peternel un affresco raffigurante la Sacra Famiglia risalente probabilmente ai primi anni del '900.

### Architettura rurale
Nelle vicinanze delle frazioni di Cras, Oznebrida e Trusgne sono ancora osservabili le tipiche costruzioni dell'architettura rurale della Slavia veneta, localmente chiamate kasta e kozolec. Le prime sono edifici risalenti al XV secolo realizzati con basamento in pietra e piano superiore in legno, con tetto a forte inclinazione ed utilizzati quali fienili e magazzini per custodia degli attrezzi, mentre i secondi sono costruzioni in pietra e legno adibite all'essiccazione del foraggio e degli altri prodotti agricoli nonché quali deposito delle attrezzature impiegate nei lavori campestri.
Tra gli anni trenta del XIX secolo e la prima metà del XX, sul territorio comunale erano in funzione numerosi mulini costruiti in prossimità dei tanti corsi d'acqua esistenti. Di dieci fabbricati esiste ancora una storia documentata sulla realizzazione dei manufatti e sul lavoro di macina delle granaglie che ivi veniva effettuato. Oggigiorno quattro di questi impianti sono quasi totalmente scomparsi mentre degli altri sei rimangono visibili solo parti delle murature e tracce dei sistemi di convogliamento delle acque. Fa eccezione il mulino di Peternel che, edificato verso la metà del XVIII secolo e rimasto in attività fino agli anni cinquanta del XX, si trova ancora in buone condizioni nella parti in muratura e, all'interno, possiede ancora parti delle strutture del sistema molitorio.

### Siti storici
Drenchia ospita l'unica foiba della provincia di Udine in cui, secondo lo storico Diego De Castro, giacciono i corpi della Divisione Partigiana Osoppo.

## Società

### Evoluzione demografica
Abitanti censiti

Come si evince dall'istogramma, dalla metà del secolo scorso i paesi vengono sempre più abbandonati dalla popolazione locale. All'inizio a causa dell'emigrazione verso regioni italiane con maggiori prospettive di lavoro e verso l'estero (Belgio, Canada, Australia); successivamente per l'allontanamento dei giovani rimasti che preferiscono avvicinarsi alle loro sedi di lavoro posizionate, per lo più, nella pianura friulana.

### Lingue e dialetti
Secondo i dati del censimento effettuato nel 1971, il 57,3% della popolazione del comune di Drenchia si dichiarava appartenente alla minoranza linguistica slovena.
Attualmente, accanto alla lingua italiana, è ufficialmente tutelata anche la lingua slovena.
In armonia a quanto stabilito dalla legge 38/2011 Norme a tutela della minoranza linguistica slovena della regione Friuli Venezia Giulia, nelle insegne pubbliche e nella toponomastica viene utilizzata la formulazione bilingue.

### Istituzioni, enti e associazioni
Sul territorio comunale sono presenti le associazioni Pro Drenchia, della Squadra volontari antincendi e della Protezione civile inoltre il gruppo alpini di Drenchia.

## Cultura

### Musei
Nella ex scuola elementare della frazione di Trinco è ospitata la Casa Rurale del Territorio, che è un museo della cultura locale dove sono esposte collezioni di oggetti domestici, di attrezzi agricoli ed utensili artigianali non più reperibili, nonché cimeli risalenti alla prima guerra mondiale.

### Eventi
- Prima domenica di giugno: a Casoni Solarie "Festa alpina" in commemorazione di Riccardo Giusto, primo caduto della guerra 1915-1918[33].
- Terza domenica di luglio - sagra paesana a San Volfango con grigliata ed intrattenimenti musicali.
- Ultima domenica di luglio - ad Obenetto sagra paesana con chioschi con specialità enogastronomiche ed intrattenimenti musicali.
- Domenica dopo ferragosto - al Rifugio Solarie festa "Storie e tradizioni transfrontaliere" mercatino con artigiani locali delle valli del Natisone e delle Valli dell'Isonzo.
- Ferragosto a Drenchia - sagra paesana della Rosinca con intrattenimenti vari, chioschi, giochi e musica.
- Terza domenica di agosto - a Clabuzzaro sagra paesana con chioschi, grigliata ed intrattenimenti musicali.
- Capodanno in Rifugio Solarie-camminata o ciaspolata notturna.[34]

## Geografia antropica
Il capoluogo è ubicato nel paese di Cras, dove è posizionato anche l'ufficio postale del comune. Gli insediamenti abitativi sono, oggigiorno, collegati tra loro e con la pianura friulana dalla strada provinciale numero 45 della Val Cosizza (Azzida - Cras).

### Frazioni
Clabuzzaro/Brieg, Crai/Kraj, Cras/Kras (sede comunale), Drenchia inferiore/Dolenja Dreka, Drenchia Superiore/Gorenja Dreka, Lase/Laze, Malinsche/Malinske, Obenetto/Dubenije, Obranche/Obranke, Oznebrida/Ocnebardo, Paciuch/Pačuh, Peternel/Peternel, Prapotnizza/Praponca, San Volfango /Svet Štuoblank, Trinco/Trinko, Trusgne/Trušnje, Zavart/Zavart, Zuodar/Cuoder. La frazione di Malinsche è un'exclave all'interno del comune di Grimacco; analogamente quest'ultimo comune ha un'exclave (la frazione Scale) all'interno del territorio di Drenchia.

## Amministrazione
| Periodo | Periodo   | Primo cittadino   | Partito              | Carica  | Note |
| ------- | --------- | ----------------- | -------------------- | ------- | ---- |
| 1988    | 1993      | Zufferli Mario    | Democrazia Cristiana | Sindaco |      |
| 1993    | 1997      | Zufferli Mario    | Democrazia Cristiana | Sindaco |      |
| 1997    | 2001      | Zufferli Mario    | Democrazia Cristiana | Sindaco |      |
| 2001    | 2006      | Donati Tarcisio   | Lista civica         | Sindaco |      |
| 2006    | 2011      | Donati Tarcisio   | Lista civica         | Sindaco |      |
| 2011    | 2016      | Zufferli Mario    | Lista civica         | Sindaco |      |
| 2016    | in carica | Francesco Romanut | Lista civica         | Sindaco |      |

Dati del Ministero dell'Interno.

### Altre informazioni amministrative
Il comune, fino al 1º agosto 2016, ha fatto parte del comprensorio della Comunità Montana del Torre, Natisone e Collio.
Nel dicembre dello stesso anno ha manifestato l'intenzione di aderire alla Unione Territoriale Intercomunale (UTI) del Natisone che, tra le funzioni esercitate, ha assunto anche quelle della disciolta predetta comunità.
 Dal 1º gennaio 2021, a seguito della soppressione delle UTI, è entrato a far parte della Comunità di Montagna Natisone e Torre.